# Gerhard Dahl
Gerhard Dahl (* 1937) ist klinischer Psychologe und Psychoanalytiker. Er studierte Psychologie und promovierte 1968 bei Robert Heiß in Freiburg im Breisgau mit einer mathematisch-statistischen Methoden-Kritik der amerikanischen Adaptation des Hamburg-Wechsler-Intelligenztests für Erwachsene (HAWIE). In seiner Dissertation entwickelte er die Kurzform WIP (Reduzierter Wechsler-Intelligenztest) mit nur vier Subtests, die den Gesamt-IQ verlässlich erfasst.

## Leben
Von 1963 bis 1970 war er in der Psychiatrisch-Neurologischen Klinik der Freien Universität Berlin als klinischer Psychologe tätig. In seinen Publikationen macht er auf Probleme der Testpsychologie und der Psychodiagnostik aufmerksam: Für psychiatrisch-neurologische Patienten erwiesen sich Intelligenz-Untersuchungen mit den umfangreichen und zeitaufwendigen Wechsler-Skalen oft als sehr belastend. Mithilfe eines statistisch gesicherten Verfahrens zur Untertestselektion wurde die Testkurzform WIP entwickelt, die auf unhaltbare Profilinterpretationen (Abbauquotient) verzichtet und in einer zumutbaren Darbietungszeit durchführbar ist. Für zwei Versionen des WIP  liegen Testhandbücher vor, die ausführliche statistische Analysen und Standardnormen zur Bestimmung des WIP-IQ zur Verfügung stellen.
Mit der Auflösung des Anton Hain Verlags und der Niederlassung von Dahl in eigener psychoanalytischer Praxis wurden keine weitere Auflagen mit neueren Untersuchungen zum WIP  publiziert. Als Lehranalytiker und Dozent am Karl-Abraham-Institut in Berlin veröffentlichte er Texte zur psychoanalytischen Konzeptionalisierung und Theoriebildung. Zur Frage der Zeit und des Zeiterlebens in Freuds Konzept der Nachträglichkeit sind mehrere Aufsätze erschienen. In der angewandten Psychoanalyse in Literatur und Kunst interpretierte er u. a. die pathologischen Folgen der Urszene in Hermann Brochs Vergil-Roman.